# 珠肋须蚶
是魁蛤目魁蛤科Hawaiarca的一种。主要分布于中国大陆、台湾，常栖息在潮下带50－100米。